# Тенгинка
Тенгинка — село в Туапсинском районе Краснодарского края. Административный центр Тенгинского сельского поселения.

## География
Село расположено на левом берегу реки Шапсухо, в 3 километрах от её впадения в Чёрное море и в 52 км к северо-западу от районного центра — город Туапсе.

## История
10 июля 1838 года под управлением генерала Головина было начато строительство военного укрепления, названного Тенгинским, военные и их семьи составили первое население.
Село Тенгинка было основано в 1864 году под именем Армянское Шапсухо, представителями из первой волны переселения амшенских армян. Первые поселенцы села Тенгинка из Западной Армении. https://nikitaluzin.livejournal.com/346.html
На 26 апреля 1923 года село Тенгинка числилось в составе Джубгской волости Туапсинского района Черноморского округа Кубано-Черноморской области.
В 1926 году в селе Тенгинка значилось 117 дворов с численностью населения в 640 человек, из них: мужчин — 330, женщин — 310.
С 21 мая 1935 года село Тенгинка — административный центр Тенгинского сельского Совета, переданого в состав Геледжикского района.
16 апреля 1940 года село Тенгинка было возвращено в состав восстановленного Туапсинского района.
17 июня 1954 года был упразднён Тенгинский сельский Совет и с 1963 года село числилось в составе Джубгского сельского Совета.
С октября 1993 года село Тенгинка является административным центром Тенгинского сельского округа (ныне Тенгинское сельское поселение).

## Население
| 1999 | 2002  | 2010  |
| ---- | ----- | ----- |
| 2248 | ↘2238 | ↗2260 |

## Религия
В селе действует построенная в 2003 году армянская церковь — Храм Святого Успения. В верховьях села, рядом с кладбищем, сохранилась старая армянская церковь, ныне не действующая.

## Туризм
В горах рядом с селом расположены тенгинские водопады, посещаемые туристами близлежащих курортных посёлков — Лермонтово, Джубга и Ольгинка.

## Улицы
| - пер. Вишневый, - пер. Водопадный, - пер. Дачный, - пер. Ереванский, - пер. Зелёный, - пер. Клубный, - пер. Кольцевой, - пер. Коммунальный, - пер. Кооперативный, - пер. Лесной, - пер. Набережный, - пер. Степной, | - ул. Анатолия Петренко, - ул. Веселая, - ул. Восточная, - ул. Горная, - ул. Грушевая, - ул. Кавказская, - ул. Клубная, - ул. Колхозная, - ул. Кольцевая, - ул. Кооперативная, - ул. Красноармейская, | - ул. Лесная, - ул. Магистральная, - ул. Мирная, - ул. Молодёжная, - ул. Морская, - ул. Набережная, - ул. Надежды - ул. Новая - ул. Новоселов - ул. Ноябрьская - ул. Спортивная, - ул. Совхозная, - ул. Солнечная, - ул. Олимпийская, - ул. Шаумяна. |

## Археология
На левом берегу реки Шапсухо на юго-восточной окраине посёлка Тенгинка находится Тенгинское среднепалеолитическое местонахождение. Его каменная индустрия сходна леваллуазской индустрией местонахождения Сорокин в бассейне реки Псекупс.